# Тарасовка (Мироновский район)
Тарасовка (укр. Тарасівка) — село, входит в Мироновский район Киевской области Украины.
Население по переписи 2001 года составляло 45 человек. Почтовый индекс — 08821. Телефонный код — 4574. Занимает площадь 3,8 км². Код КОАТУУ — 3222982904.

## Местный совет
08821, Київська обл., Миронівський р-н, с.Кип’ячка, вул.Леніна,3